# Зизифора пахучковидная
Зизифо́ра пахучковидная, или Зизифо́ра клиноподиевидная (лат. Ziziphora clinopodioides) — вид растений рода Зизифора (Ziziphora) семейства Яснотковые (Lamiaceae).

## Ботаническое описание
Многолетнее травянистое растение, сильно пахучее.
Корневище деревянистое, толстое, ветвистое.
Стебли высотой 8—40 см, многочисленные, прямостоячие или реже слегка восходящие, одетые короткими, книзу загнутыми волосками.
Листья широкоэллиптические, яйцевидные или продолговато-яйцевидные, суженные при основании в черешок, цельнокрайные или с неясными зубцами, железисто-точечные, черешки в 4—5 раз короче пластинок, опушённые короткими волосками; прицветные листья похожи на стеблевые, но мельче их, в нижней части по краю реснитчатые, окружающие соцветие, нередко отогнуты вниз.
Соцветия на верхушках стеблей, головчатые, почти шаровидные, плотные, 1,5—3 см в диаметре; чашечка 5—7 мм длиной, снаружи коротковато оттопыренно-волосистая, краснеющая или иногда сплошь тёмно-пурпурная, зубцы остроугольные; венчик 10—12 мм длиной, почти в полтора раза длиннее чашечки, розовато- или светло-лиловый.
Плод — орешек.
Цветёт в июне—августе.

## Распространение и экология

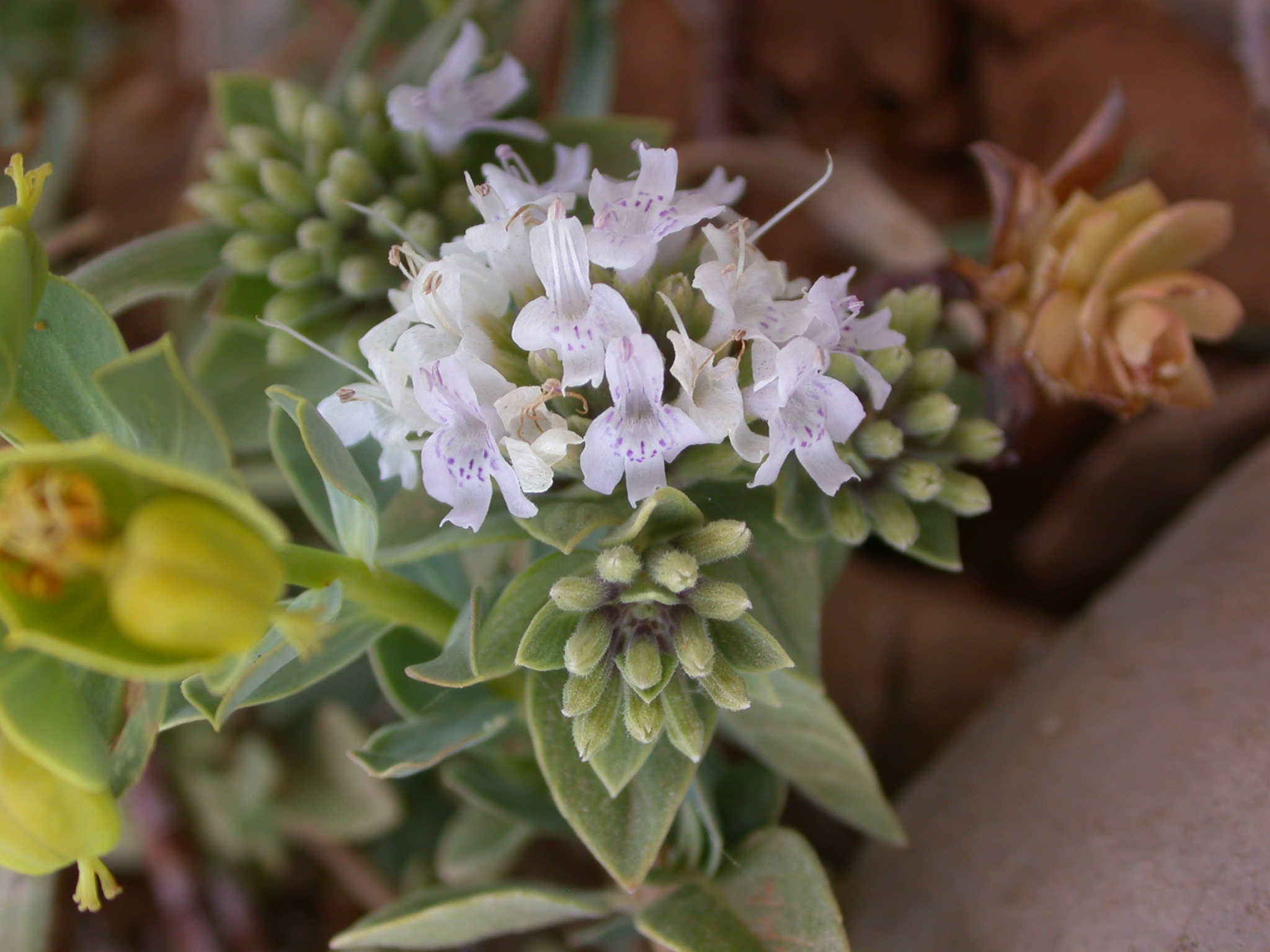
Соцветие.

Встречается в Западной и Восточной Сибири, на Алтае, в Средней Азии.
Растет на каменистых и скалистых берегах рек, каменистых и щебнистых склонах холмов и гор.

## Значение и применение
Химический состав изучен недостаточно. В надземной части растения содержится эфирное масло, представляющее собой жидкость жёлтого цвета, по запаху напоминающую пулегиевое масло. В состав его, кроме пулегона (45—60 %), входят ментол, α-пинен, спирты, кетоны.
Соцветия испытаны и одобрены как пряность при обработке рыбы. 
В Средней Азии широко используется как добавка к чаю под названием "оленья трава".
Ценный медонос.

## Классификация

### Таксономия
Вид Зизифора пахучковидная входит в род Зизифора (Ziziphora) подсемейство Котовниковые (Nepetoideae) семейства Яснотковые (Lamiaceae) порядка Ясноткоцветные (Lamiales).
|  |                                      |  |                                                             |                                                             |                      |  | ещё 14 семейств (согласно Системе APG II) | ещё 14 семейств (согласно Системе APG II) |                           |  |  |  | ещё более 80 родов | ещё более 80 родов         |  |  |
|  |                                      |  |                                                             |                                                             |                      |  | ещё 14 семейств (согласно Системе APG II) | ещё 14 семейств (согласно Системе APG II) |                           |  |  |  | ещё более 80 родов | ещё более 80 родов         |  |  |
|  |                                      |  |                                                             | порядок Ясноткоцветные                                      |                      |  |                                           |                                           | подсемейство Котовниковые |  |  |  |                    | вид Зизифора пахучковидная |  |  |
|  |                                      |  |                                                             | порядок Ясноткоцветные                                      |                      |  |                                           |                                           | подсемейство Котовниковые |  |  |  |                    | вид Зизифора пахучковидная |  |  |
|  | отдел Цветковые, или Покрытосеменные |  |                                                             |                                                             | семейство Яснотковые |  |                                           |                                           | род Зизифора              |  |  |  |                    |                            |  |  |
|  | отдел Цветковые, или Покрытосеменные |  |                                                             |                                                             |                      |  |                                           |                                           |                           |  |  |  |                    |                            |  |  |
|  |                                      |  | ещё 44 порядка цветковых растений (согласно Системе APG II) | ещё 44 порядка цветковых растений (согласно Системе APG II) |                      |  |                                           | еще 7 подсемейств                         | еще 7 подсемейств         |  |  |  | ещё около 8 видов  |                            |  |  |
|  |                                      |  |                                                             | ещё 44 порядка цветковых растений (согласно Системе APG II) |                      |  |                                           |                                           | еще 7 подсемейств         |  |  |  |                    |                            |  |  |